# Doubleren (schilderij)
Doubleren, ook bekend als bedoeken of verdoeken, is het restaureren van de achterzijde van een schildersdoek.
In de loop der tijd ondergaan de natuurlijke vezels van een schildersdoek degradatie, zoals door verweer of slijtage of schade door handelingen zoals oprollen, welke van invloed kan zijn op de weergave van het schilderij.
Doubleren betekent dan dat er aan de achterkant van een schilderij een tweede doek wordt aangebracht om de levensduur van het schilderij te verzekeren. In de loop der tijd kan doubleren of verdoeken meerdere malen plaastvinden. Van het schilderij De Nachtwacht van Rembrandt van Rijn, dat gerestaureerd werd in 2021, is bekend dat het zeker viermaal id gedoubleerd, de laatste keer in 1975.
Voor restauratie van het doek De intocht van Napoleon te Amsterdam van Mattheus Ignatius van Bree werd voor het doubleerlinnen gekozen voor een polyesterdoek. De overweging was dat dat weefsel zeer sterk is, maar ook bestand tegen veranderingen van de klimaatomstandigheden zoals luchtvochtigheid.
De belangrijkste methodes van bevestigen zijn en waren:
- stijfseldoublering
- loodwitdoublering (loodwit is giftig: methode wordt niet meer toegepast)
- washarsdoublering of Hollandse methode. De washars wordt au bain-marie opgewarmd tot ze smelt en tussen het oude en nieuwe doek aangebracht.

In de 20e eeuw verbeteren de technieken en wordt een strijkijzer en vanaf de jaren zeventig een vacuümtafel gebruikt om het oude en nieuwe doek nog beter aan elkaar te hechten.